# All Too Well
"All Too Well"  é uma canção gravada pela cantora e compositora americana Taylor Swift, contida em seu quarto álbum de estúdio Red (2012). A faixa foi escrita por Taylor Swift e Liz Rose, enquanto sua produção foi feita pela cantora e por Nathan Chapman. A canção foi aclamada pelos críticos musicais, e Swift a cantou no Grammy Awards de 2014.

## Antecedentes e lançamento
"All Too Well", produzida por Swift e por Nathan Chapman, foi a primeira canção que Swift escreveu para o seu álbum Red. Contando com a colaboração de vários artistas no álbum, Swift escreveu a canção em conjunto com Liz Rose, com quem a cantora compôs muitas das canções presentes em seus álbuns anteriores. Rose disse que Swift inesperadamente pediu que ela a ajudasse a escrever a canção como um projeto único, depois de não ter colaborado com Swift por alguns anos.
Swift afirmou que a canção foi "a mais difícil de escrever do álbum", dizendo:
"Me levou muito tempo para filtrar tudo o que eu queria colocar na canção sem que fosse uma canção de 10 minutos, que é algo que você não pode colocar num álbum. Eu queria uma história que pudesse funcionar na forma de um canção e liguei para minha co-escritora Liz Rose e disse: 'Venha, temos que filtrar isso', e demorou muito para conseguir. Rose também disse que a canção originalmente tinha "10, 12 ou 15 minutos de duração", antes de ser cortada e sobrar apenas "as partes importantes". Mesmo após o corte, a canção é a faixa mais longa do álbum, registrando cinco minutos e vinte e oito segundos (5:28).

## Recepção crítica
A canção foi amplamente aclamada pelos críticos de música, e muitos a descreveram como a melhor faixa do álbum. A revista Slant Magazine particularmente elogiou a canção dizendo "'All Too Well' é indiscutivelmente a melhor canção de todo o catálogo de Swift: o arranjo lentamente crescendo do coffeehouse folk ao arena rock, enquanto Swift acrescenta novos detalhes de um relacionamento destruído, até que ela lança uma dos melhores versos de sua carreira ("Você me liga novamente apenas para me quebrar como uma promessa / Tão casualmente cruel em nome de ser honesto"), e a canção explode em uma sangria total."
A revista Billboard deu à canção uma crítica positiva dizendo: "Bem assim, Swift retorna ao seu núcleo demográfico: "All Too Well" é um canção country suntuosa, com Swift "dançando pela cozinha sob a luz da geladeira" à lembrança de um romance que, aparentemente, foi enterrado no tempo. A faixa poderia ter sido, confortavelmente, encaixada em Speak Now, e até toca em alguns dos mesmos temas presentes em "Mine", mas em Red ela serve como um lembrete de que essas canções sempre estarão presentes no leme de Swift."
O portal About.com deu à canção 4 de 5 estrelas, dizendo que a canção possui "uma elegante guitarra". O site PopCrush elogiou a canção, dizendo que "Swift desliza facilmente de volta às baladas mais melancólicas e confessionais. Sua sonoridade é simples, ainda assim sua letra é abundante e densa de detalhes." Da mesma forma, o site Idolator afirmou que "E, no entanto, é a tensa 'All Too Well' que atinge com mais força: Swift expôe a imagem devastadora, "Estamos dançando pela cozinha sob a luz da geladeira", antes de chegar a uma ruptura quase histérica com o choro desanimado: "Eu sou um pedaço de papel amassado, deitado aqui." É dramático, mas com Swift, sempre é. E isso é bom."
Em 2017, Rob Sheffield, da revista Rolling Stone, deu à canção o primeiro lugar em sua lista "Ranking de todas as 115 canções de Taylor Swift", escrevendo "nenhuma outra canção faz um trabalho tão estelar de mostrar sua habilidade de transformar um pequeno detalhe trivial em um sofrimento lendário."

## Apresentações ao vivo
Em 26 de janeiro de 2014, Swift cantou "All Too Well" no Grammy Awards de 2014, em Los Angeles. Vestindo um dramático vestido de contas, com detalhes em lantejoulas e uma longa cauda que se estendia atrás dela, Swift cantou enquanto tocava piano em um palco com iluminação baixa, antes de uma banda ao vivo se juntar à ela, no meio da apresentação. O bate-cabeça de Swift, no clímax da canção, gerou intensa cobertura por parte da mídia. Sean Thomas, do site The Slanted, chamou a apresentação de "performance da noite", e Amy Sciarretto, do site PopCrush, exaltou a apresentação chamando-a de "inesquecível".
Swift inclui "All Too Well" no setlist de sua turnê The Red Tour (2013-2014). Já em sua próxima turnê, The 1989 World Tour, Taylor cantou a canção uma única vez, durante sua apresentação em Los Angeles, ocorrida no Staples Center, em 21 de agosto de 2015. Em 4 de fevereiro de 2017, Swift cantou "All Too Well" como parte do programa Super Saturday Night, ocorrido em Houston, Texas.

## Desempenho nas tabelas musicais
Após o lançamento de Red, todas as músicas do álbum figuraram nas paradas musicais de diversos países, devido à quantidade de downloads de suas músicas e de suas vendas digitais. Com isso, a canção estreou no número 80 no Billboard Hot 100, alcançou o número 59 Canadian Hot 100 e o número 17 no Hot Country Songs.

### Posições
| Tabela musical (2012–13)                     | Melhor posição |
| -------------------------------------------- | -------------- |
| Canadá (Canadian Hot 100)                    | 59             |
| Estados Unidos (Billboard Hot 100)           | 80             |
| Estados Unidos (Billboard Hot Country Songs) | 17             |
| Estados Unidos (Billboard Country Airplay)   | 58             |

## All Too Well (Taylor's Version)
"All Too Well (Taylor's Version)" é a versão regravada de "All Too Well", lançada em 12 de novembro de 2021, como a quinta faixa do segundo álbum regravado de Swift, Red (Taylor's Version) (2021), por meio da Republic Records. Uma nova versão intitulada "All Too Well (10 Minute Version) (Taylor's Version) (From The Vault)", que contém a letra original de dez minutos da música, foi lançada como a trigésima e última faixa do mesmo álbum.

## All Too Well (10 Minute Version)
"All Too Well (10 Minute Version)" é a versão integral de "All Too Well", contendo os versos e melodias originais da canção, antes de ela ter sido encurtada a cinco minutos. É a trigésima faixa do segundo álbum regravado de Swift, Red (Taylor's Version) (2021), e foi lançada como single promocional em 15 de novembro de 2021, pela Republic Records. Swift produziu a canção com Jack Antonoff. De acordo com a revista Billboard, a versão de 10 minutos era a faixa mais esperada do álbum por ouvintes e críticos. Swift cantou "All Too Well (10 Minute Version)" em 12 de novembro de 2021, no cinema AMC, em Nova Iorque, após a estreia de seu curta-metragem All Too Well: The Short Film (2021), e no programa Saturday Night Live, na noite seguinte. "All Too Well (10 Minute Version)" recebeu ótimas críticas dos críticos de música, muitos dos quais elogiaram sua estrutura musical e narrativa estendida; e chamaram-na de uma obra "épica" de arte musical.

### Antecedentes e lançamento
Antes de "All Too Well" ser reduzida para uma versão de 10 minutos, e depois para uma versão final de cinco minutos e 28 segundos, a compositora estadunidense Liz Rose, com quem Swift escrevera a canção, acredita que ela era "provavelmente uma canção de 20 minutos ". Swift concebera a canção em 2010, durante um ensaio de banda para a turnê mundial Speak Now World Tour.
Em 18 de junho de 2021, Swift anunciou que Red (Taylor's Version), a edição regravada de seu quarto álbum de estúdio, Red (2012), seria lançado em 19 de novembro de 2021, após a disputa sobre a propriedade de seus masters. O álbum contém todas as 30 canções originalmente feitas para estar em Red. Junto com o anúncio do álbum, Swift também disponibilizou um teaser de uma canção de 10 minutos de duração do álbum. Jornalistas contemporâneos tomaram isso como uma confirmação de que a tão esperada versão de 10 minutos de "All Too Well" seria incluída como parte da lista de faixas do álbum regravado. Isso foi confirmado em 6 de agosto, quando Swift revelou a lista de faixas de Red (Taylor's Version), com "All Too Well (10 Minute Version)" como a 30ª e última faixa.
"All Too Well (10 Minute Version)" foi lançada como um single digital promocional na loja virtual de Swift em 15 de novembro de 2021, exclusivamente para clientes dos EUA. A versão ao vivo, cantada na estreia de All Too Well: The Short Film, foi lançada na iTunes Store no mesmo dia. A versão acústica "Sad Girl Autumn", gravada no Long Pond Studio, de Aaron Dessner, em Hudson Valley, Nova Iorque, nos Estados Unidos, foi lançada em 17 de novembro.

### Curta-metragem
Em 5 de novembro de 2021, Swift postou um teaser de um curta-metragem auto dirigido para a versão de 10 minutos, intitulado All Too Well: The Short Film, baseado na premissa da canção, e estrelado por Sadie Sink e Dylan O'Brien como um casal em um relacionamento romântico que acaba se desintegrando; Swift também faz uma breve aparição. O filme foi lançado no YouTube em 12 de novembro de 2021, às 19h00 UTC-5, 19 horas após o lançamento do álbum Red (Taylor's Version), à meia-noite.

### Lista de faixas
Download digital|
1. "All Too Well" (10 Minute Version) (Taylor's Version) (From the Vault) – 10:13

Download digital| – live acoustic
1. "All Too Well" (10 Minute Version) (Taylor's Version) (From the Vault) (Live Acoustic) – 9:30

### Histórico de lançamento
| País   | Data                   | Formato                    | Versão   | Gravadora | Ref.   |
| ------ | ---------------------- | -------------------------- | -------- | --------- | ------ |
| Vários | 15 de novembro de 2021 | Download digital streaming | Original | Republic  | [ 34 ] |
| Vários | 15 de novembro de 2021 | Download digital streaming | Ao vivo  | Republic  | [ 35 ] |
| Vários | 17 de novembro de 2021 | Download digital streaming | Acústica | Republic  | [ 36 ] |